# Araeolaimoides microphtalmus
Araeolaimoides microphtalmus är en rundmaskart. Araeolaimoides microphtalmus ingår i släktet Araeolaimoides, och familjen Axonolaimidae. Arten är reproducerande i Sverige.